# Cleonis
 Cleónis — рід жуків родини Довгоносики (Curculionidae).

## Зовнішній вигляд
Жуки середніх розмірів: 5,8−16 мм у довжину. Основні ознаки:
- головотрубка посередині з двома кілями, між якими є боріздка, а також вона облямована бічними кілями
- 1-й членик джгутика вусиків не довший за 2-й
- задній край передньоспинки посередині кутоподібно витягнутий, позаду очей є лопаті, передньоспинка вкрита чорними зернятками
- надкрила із добре вираженими плечима, від плечей не розширені дозаду, паралельно бічні, в основній своїй половині теж вкриті чорними зернятами
- лапки знизу вкриті суцільними губчастими підошвами, 1-й і 2-й членики не видовжені, кігтики зрослися біля основи

Докладний опис морфології Cleonis дивись

## Спосіб життя
Він є типовим для Cleonini і досить докладно вивчений для одного виду цього роду — Cleonis pigra. Життєвий цикл цього виду пов'язаний із будяками та спорідненими їм рослинами родини айстрових. Личинка розвивається й заляльковується у кореневій шийці чи у корені.

## Географічне поширення
Ареал трьох видів цього роду обмежений Палеарктикою, ще один палеарктичний вид мимоволі завезений людиною до Північної Америки. Цей же вид —Cleonis pigra мешкає по всій території
України.

## Класифікація
Описано 5 видів роду Cleonis, один з яких має два підвиди:
- Cleonis freyi Zumpt, 1936 — Китай
- Cleonis japonica japonica Faust, 1904 — Китай, Східний Сибір, Далекий Схід, Японія, Південна й Північна Корея
- Cleonis japonica hasujizo Kôno, 1929 — Курильські острови, острів Хоккайдо (Японія)
- Cleonis pigra Scopoli, 1763 — практично вся Палеарктика, є також в Північній Америці
- Cleonis neglecta Ter-Minasian & Egorov, 1981 — Далекий Схід
- Cleonis sardoa Chevrolat, 1869 — острів Сардинія (Італія)

## Практичне значення
- Див. Cleonis pigra